# Adelssitz Wegscheid

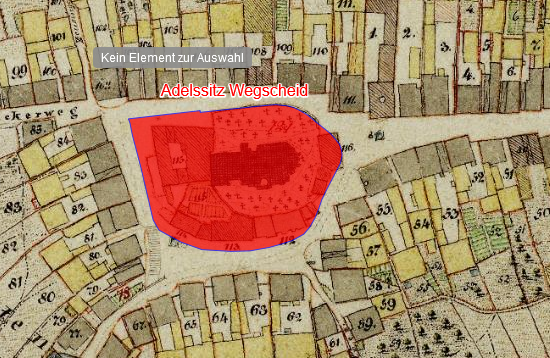
Lageplan des Adelssitzes Wegscheid auf dem Urkataster von Bayern (ca. 1830)

Der abgegangene Adelssitz Wegscheid lag in dem niederbayerischen Markt Wegscheid im Landkreis Passau. Die Anlage wird als Bodendenkmal unter der Aktennummer D-2-7348-0025 im Bayernatlas als „untertägige mittelalterliche und frühneuzeitliche Befunde und Funde im Bereich der modernen Kath. Pfarrkirche St. Johannes der Täufer in Wegscheid und ihrer Vorgängerbauten mit aufgelassenem historischem Ortsfriedhof sowie abgegangener Adelssitz des hohen und späten Mittelalters“ geführt.
Heute ist der Bereich von der Kirche Johannes der Täufer und weiteren Gebäuden überbaut. 
Koordinaten: 48° 36′ 4,9″ N, 13° 47′ 10,8″ O